# Polymorphus marchii
Polymorphus marchii är en hakmaskart som först beskrevs av Pietro Porta 1910.  Polymorphus marchii ingår i släktet Polymorphus och familjen Polymorphidae. Inga underarter finns listade i Catalogue of Life.